# Lucio Vero
Cesare Lucio Aurelio Vero (in latino Caesar Lucius Aurelius Verus; Roma, 15 dicembre 130 – Altino, tra il 2 e il 31 gennaio 169), nato Lucio Ceionio Commodo (Lucius Ceionius Commodus) e meglio conosciuto semplicemente come Lucio Vero è stato un imperatore romano, regnante insieme al fratello d'adozione Marco Aurelio dal 161 fino alla sua morte.

## Biografia

### Origini familiari
Vero era figlio di Lucio Elio Cesare, uomo molto vicino all'imperatore Adriano e sua prima scelta come successore, attraverso la moglie Avidia. Gli ultimi anni di Adriano furono angustiati da una dolorosa malattia e dal problema della successione. Nell'estate del 136 Adriano rischiò di morire per emorragia. Convalescente nella sua villa di Tivoli, scelse inizialmente Lucio Ceionio Commodo (conosciuto poi come Lucio Elio Cesare) come suo successore, adottandolo come suo figlio contro la volontà delle persone a lui vicine. Dopo una breve permanenza lungo la frontiera del Danubio, Lucio tornò a Roma per pronunciarvi, il primo giorno del 138, un discorso davanti al Senato riunito. La notte prima del discorso, però, si ammalò e morì di emorragia nel corso della giornata. Il 24 gennaio del 138 Adriano scelse allora Aurelio Antonino come suo nuovo successore.
Dopo essere stato esaminato per alcuni giorni, Antonino fu accettato dal Senato e adottato il 25 febbraio. A sua volta, come da disposizioni dello stesso princeps, Antonino adottò il giovane Marco Aurelio (nipote di Antonino, in quanto figlio del fratello di sua moglie Faustina maggiore) e il giovane Lucio Commodo. Da questo momento Marco mutò il suo nome in Marco Elio Aurelio Vero e Lucio in Lucio Elio Aurelio Commodo.
La salute di Adriano continuava a peggiorare tanto da desiderare la morte anche se questa non arrivava, tentando anche il suicidio, impedito dal successore Antonino. L'imperatore, ormai gravemente malato, lasciò Roma per la sua residenza estiva, una villa a Baiae, località balneare sulla costa campana. Le sue condizioni però continuavano a peggiorare tanto che Adriano disattese la dieta prescrittagli dai medici, indulgendo in cibo e bevande, morendo infine di edema polmonare il 10 luglio del 138. Le sue spoglie furono sepolte inizialmente a Pozzuoli, per poi essere traslate nel mausoleo monumentale che egli stesso aveva fatto costruire a Roma. La successione di Antonino si rivelò ormai stabilita e priva di possibili colpi di mano: Antonino continuò a sostenere i candidati di Adriano ai vari pubblici uffici, cercando di venire incontro alle richieste del Senato, rispettandone i privilegi e sospendendo le condanne a morte pendenti sugli uomini accusati negli ultimi giorni di vita da Adriano. Per il suo comportamento, rispettoso dell'ordine senatorio e delle nuove regole, Antonino fu insignito dell'appellativo "Pio". Sia Marco sia Lucio ebbero come maestro di retorica il celebre avvocato Marco Cornelio Frontone.

### Erede di Antonino Pio

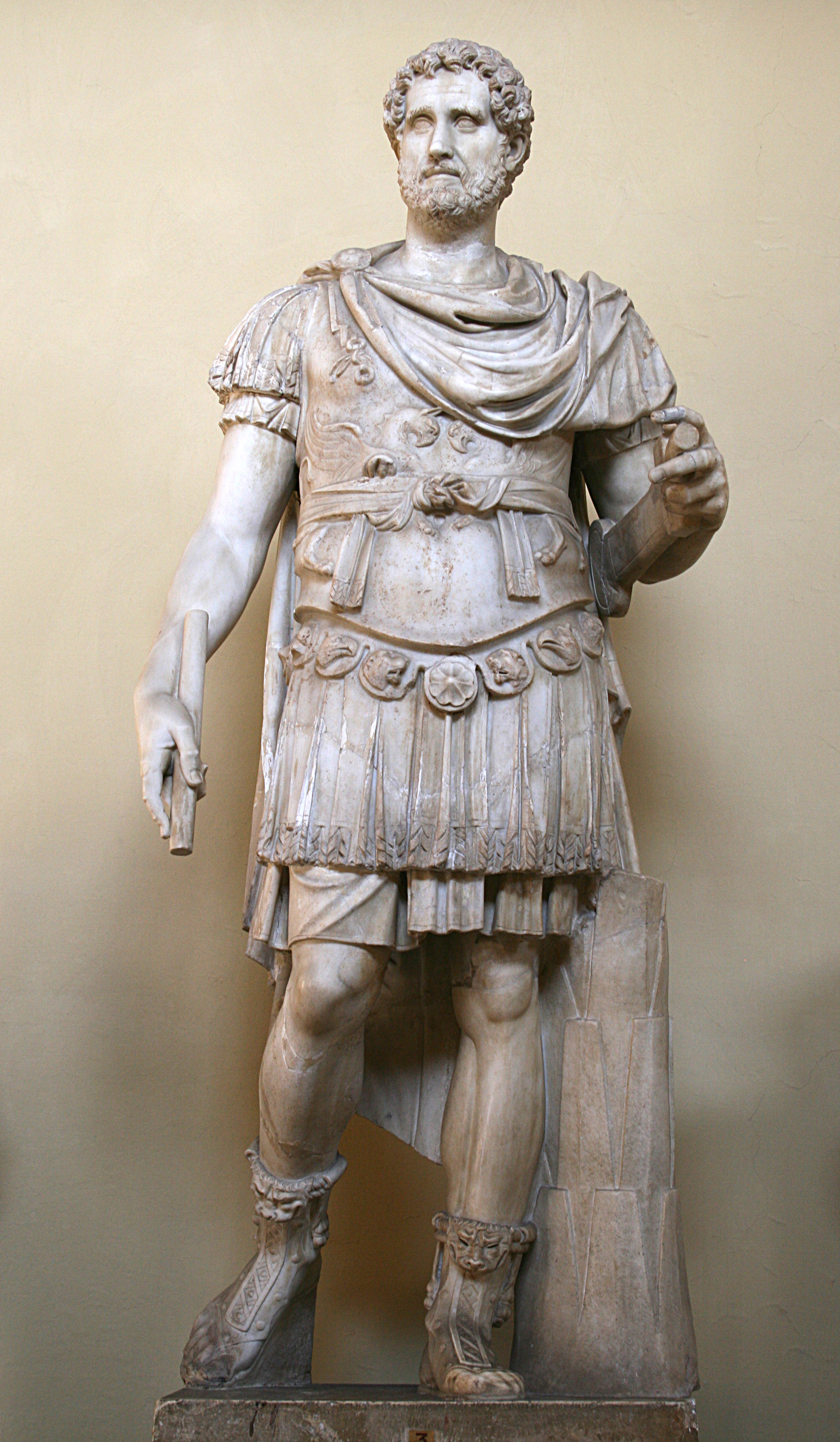
Statua di Antonino Pio (Musei Vaticani-Museo Chiaramonti, Roma)

Lucio, adottato per rispetto ad Adriano, era diverso da Marco. Nel 152 Lucio divenne questore all'età di ventitré anni, due anni prima dell'età legale, mentre Marco aveva ricoperto questo stesso incarico a soli diciassette anni. Nel 154 ottenne il consolato all'età di venticinque, sette anni prima dell'età legale. Lucio non aveva altri titoli onorifici, tranne quello di "figlio dell'Augusto". Aveva una personalità molto diversa da Marco: amava l'attività sportiva di ogni genere, in particolare la caccia e la lotta, e aveva evidente piacere ad assistere ai giochi circensi e alle lotte dei gladiatori. Non si sposò fino al 164. Antonino Pio non amava gli interessi del figlio adottivo. Desiderava mantenere Lucio in famiglia, ma non era sicuro di potergli dare gloria e potere.
Nel 156 Antonino Pio compì settanta anni. Godeva ancora di un discreto stato di salute, seppure avesse difficoltà a stare eretto senza utilizzare dei sostegni. Il ruolo di Marco cominciò così a crescere sempre più, in particolare quando il prefetto del pretorio Gavio Massimo morì, tra il 156 e il 157. Egli aveva mantenuto questo importante ruolo per quasi vent'anni, risultando pertanto di fondamentale importanza con i suoi consigli su come governare. Il suo successore, Gavio Tattio Massimo, sembra non avesse lo stesso peso politico presso il princeps e poi non durò a lungo. Nel 160 Marco e Lucio furono designati consoli insieme, forse perché il padre adottivo cominciava a stare male. Antonino morì nei primi mesi del 161: due giorni prima della sua morte, che nei racconti della Historia Augusta fu "molto dolce, come il più tranquillo dei sonni", l'imperatore, che si trovava nella sua tenuta di Lorium, aveva mangiato formaggio alpino a cena, piuttosto avidamente. Vomitò nella notte e gli comparve la febbre. Aggravatosi il giorno successivo, il 7 marzo 161, convocò il consiglio imperiale (compresi i prefetti del pretorio, Furio Vittorino e Sesto Cornelio Repentino) e passò tutti i suoi poteri a Marco. Egli ordinò che la statua d'oro della Fortuna, che era nella camera da letto degli imperatori, fosse portata da Marco. Diede poi la parola d'ordine al tribuno di guardia, «equanimità». Poi si girò, come per andare a dormire, e morì all'età di settantacinque anni.

### Ascesa alla porpora imperiale con Marco Aurelio

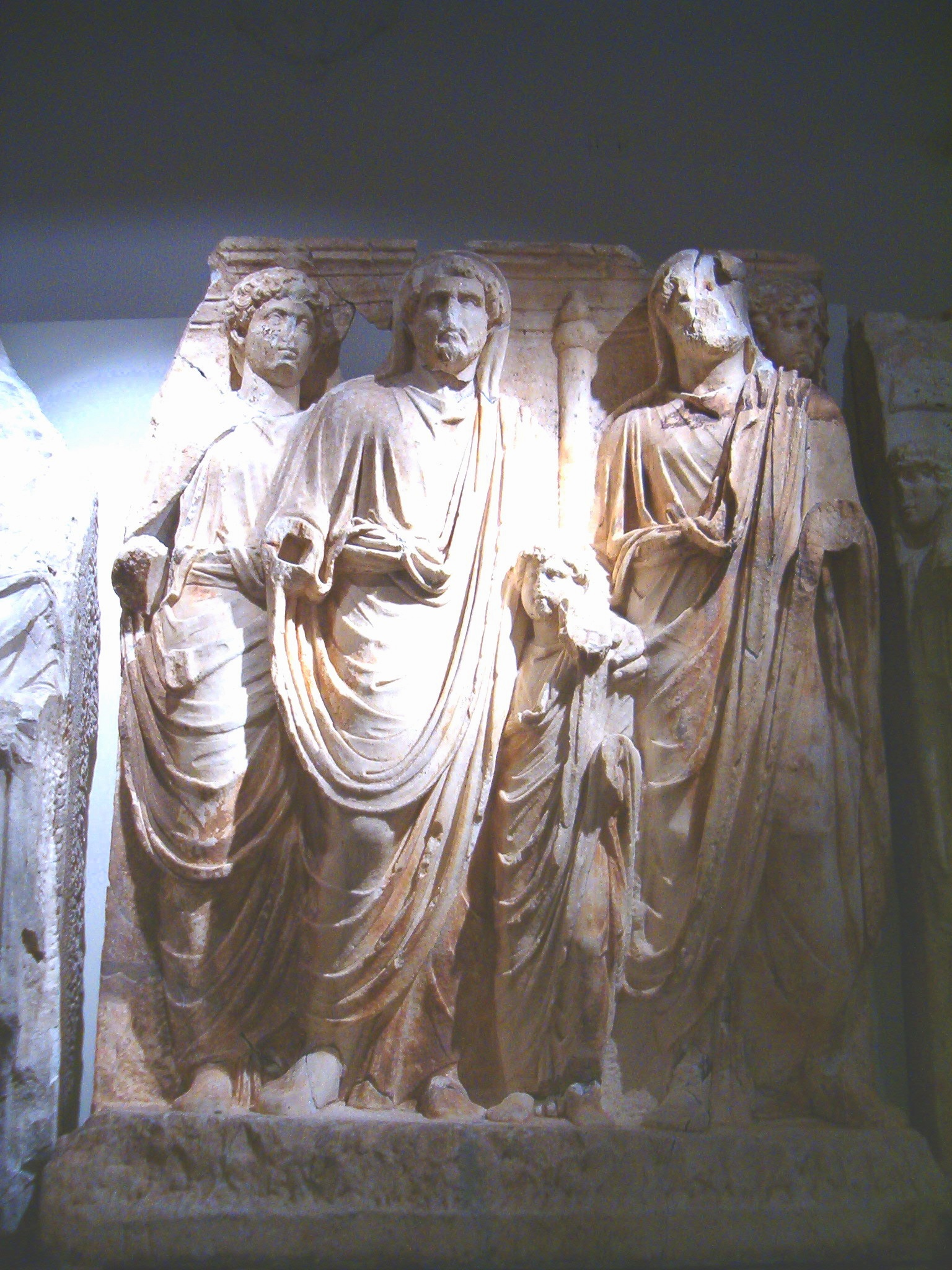
Scena di adozione da Efeso (Monumento dei Parti, oggi presso il Museo di Efeso a Vienna): Antonino Pio (al centro) con il fanciullo Lucio Vero di sette anni (a destra) e Marco Aurelio di diciassette anni (a sinistra, alle spalle) al momento della loro adozione. A fianco potrebbe essere Publio Elio Traiano Adriano (estrema destra).

Vero fu contestualmente scelto come co-imperatore, evento senza precedenti nell'Impero romano. Ufficialmente entrambi avevano lo stesso potere, ma in pratica Marco Aurelio esercitò la propria influenza sul collega. A Vero fu dato il controllo dell'esercito, a riprova della fiducia che correva fra i due. Per rafforzare tale alleanza, Marco Aurelio dette in moglie sua figlia Annia Aurelia Galeria Lucilla a Vero che da lei ebbe due figlie, Aurelia Lucilla e Lucilla Plauzia, e un figlio, chiamato anche lui Lucio Vero. Anche se non sembra mostrare affetto personale per Adriano nei Colloqui con se stesso, Marco lo rispettò molto e presumibilmente ritenne suo dovere mettere in atto i suoi piani di successione. E così, anche se il Senato voleva confermare solo lui, egli rifiutò di entrare in carica senza che Lucio ricevesse gli stessi onori. Alla fine il Senato fu costretto ad accettare e nominò augusto Lucio Vero. Marco divenne, nella titolatura ufficiale, Imperatore Cesare Marco Aurelio Antonino Augusto, mentre Lucio, rinunciando al suo cognomen di Commodo, ma assumendo il nome di famiglia di Marco, Vero, divenne Imperatore Cesare Lucio Aurelio Vero Augusto. Questa era la prima volta che Roma veniva governata da due imperatori contemporaneamente.
Fin dalla sua ascesa al principato, Marco ottenne dal Senato che Lucio Vero gli fosse associato su un piano di parità (diarchia), con gli stessi titoli, con l'eccezione del pontificato massimo che non si poteva condividere. La formula era innovativa: per la prima volta alla testa dell'impero vi era una collegialità e una parità totale tra i due principes. In teoria i due fratelli, entrambi insigniti del titolo di Augustus, ebbero gli stessi poteri. In realtà Marco conservò una preminenza che Vero mai contestò. Le ragioni pratiche di questa collegialità, voluta da Adriano forse per onorare la memoria di Lucio Elio, adottandone il figlio, e allo stesso tempo lasciare l'impero a Marco Aurelio di cui aveva capito le grandi qualità, non sono completamente chiare. A dispetto della loro uguaglianza nominale, Marco ebbe maggior auctoritas (autorità) di Lucio Vero. Fu console una volta di più di Lucio, avendo condiviso l'amministrazione già con Antonino Pio, e solo Marco divenne Pontifex Maximus. E questo fu chiaro a tutti. L'imperatore più anziano deteneva un comando superiore al fratello più giovane: "Vero obbedì a Marco... come il tenente obbedisce a un proconsole o un governatore obbedisce all'imperatore".
Subito dopo la conferma del Senato, gli imperatori procedettero alla cerimonia di insediamento presso i Castra Praetoria, l'accampamento della guardia pretoriana. Lucio affrontò le truppe schierate, che acclamarono la coppia di imperatores. Poi, come ogni nuovo imperatore, da Claudio in poi, Lucio promise alle truppe un donativo speciale, che fu il doppio di quelli passati: 20 000 sesterzi (5 000 denari) pro capite ai pretoriani, e in proporzione agli altri militari dell'esercito. In cambio di questa donazione, pari a diversi anni di stipendium, le truppe giurarono fedeltà ai due imperatori. La cerimonia non del tutto necessaria, considerando che l'ascesa di Marco era stata pacifica e incontrastata, costituì comunque una buona assicurazione contro possibili rivolte da parte dei militari. In seguito a questi eventi sembra che per la moneta d'argento, il denario, sia cominciato un lento processo di svalutazione, che portò sia alla riduzione del suo peso, sia alla riduzione del suo titolo (% di argento presente nella lega), che passò dall'89% dell'epoca di Traiano al 79%.

### Il principato (161-169)

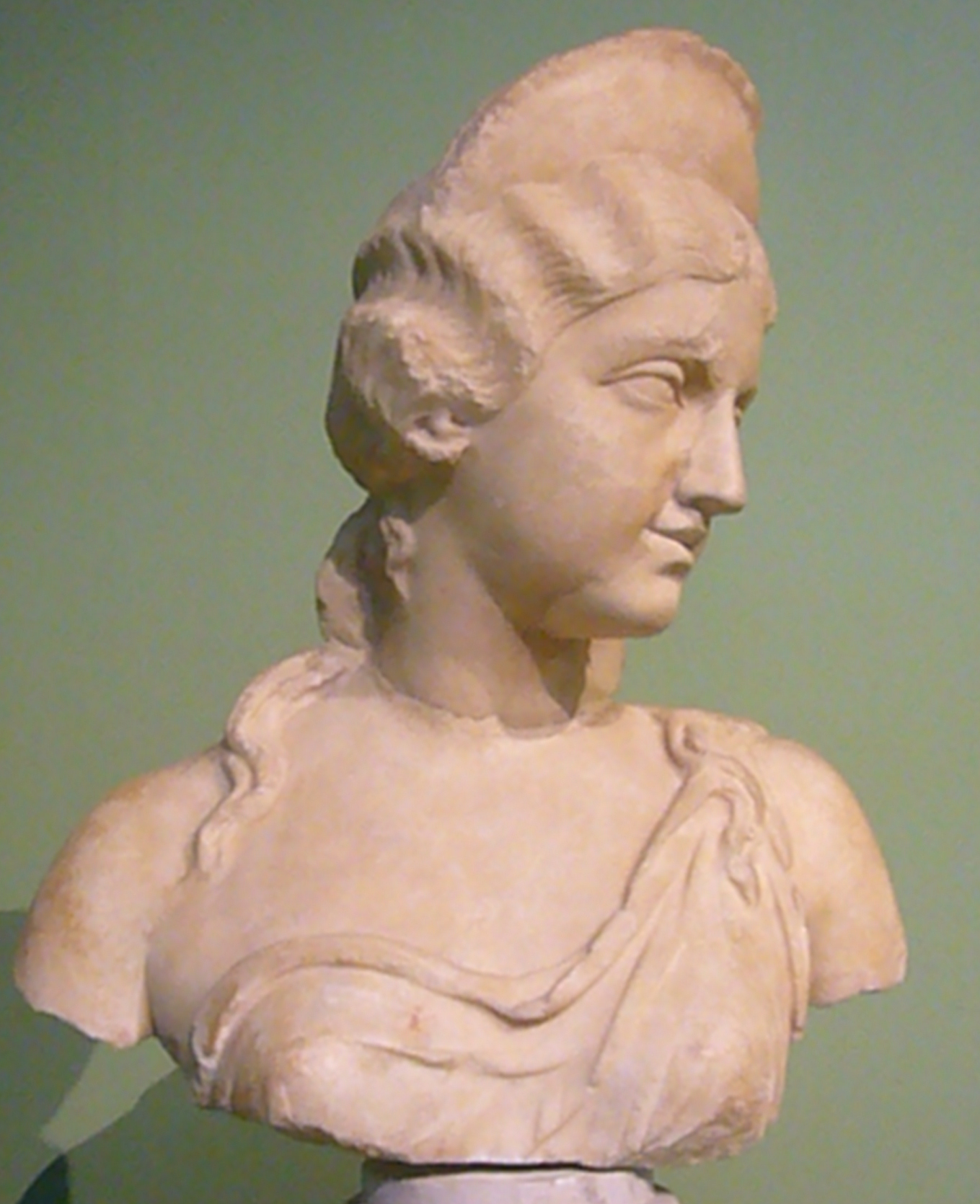
Annia Lucilla, figlia di Marco e moglie di Lucio Vero

Subito dopo l'adozione, Marco promise come sposa a Lucio la figlia undicenne, Lucilla, nonostante formalmente fosse suo zio. Alle celebrazioni dell'evento, furono stanziati fondi per il sostegno dei bambini poveri, sulla falsariga delle precedenti fondazioni imperiali. I sovrani divennero popolari tra la gente di Roma. Gli imperatori stabilirono la completa libertà di parola, come dimostra il fatto che un noto commediografo, un certo Marullus, fu in grado di criticarli senza subire ritorsioni. In qualsiasi altro momento, sotto qualsiasi altro imperatore, sarebbe stato giustiziato. Ma era un momento di pace e di clemenza e il biografo riporta che "Nessuno rimpiangeva i modi miti di Pio".
Frontone tornò nella sua residenza romana all'alba del 28 marzo, dopo aver lasciato la sua casa di Cirta, non appena la notizia dell'ascesa imperiale dei suoi allievi lo raggiunse. Inviò una nota al liberto imperiale Charilas, chiedendo di poter mettersi in contatto con gli imperatori. Frontone disse, in seguito, che non aveva osato scrivere direttamente agli imperatori. L'insegnante si dimostrò immensamente orgoglioso dei suoi allievi. Lucio era meno stimato dal suo precettore di suo fratello, i suoi interessi erano di livello inferiore. Durante questo incontro, Lucio chiese a Frontone di dirimere una disputa tra lui e il suo amico Calpurnio sui meriti relativi di due attori.
Nella primavera del 162, il Tevere straripò, devastando gran parte di Roma. Annegarono molti animali, lasciando la città in preda alla carestia. Marco e Lucio si dedicarono alla crisi con attenzione personale. In altri tempi di carestia, gli imperatori avevano tenuto le comunità italiche fuori dai granai romani.
Le lettere di Frontone continuarono fino ai primi anni di regno di Marco. Frontone riteneva che, a causa della preminenza di Marco su Vero, le lezioni fossero più importanti allora di quanto non fossero mai state prima. Credeva che Marco desiderasse essere eloquente ancora più di una volta, a dispetto del fatto che avesse per un certo periodo di tempo perso interesse per la materia.

#### Politica interna: l'amministrazione dello Stato
Sul piano della politica interna, Marco e Lucio Vero furono rispettosi delle prerogative del Senato. Fu avviata anche una politica tendente a valorizzare le altre categorie sociali: ai provinciali fu reso possibile raggiungere le più alte cariche dell'amministrazione statale. Né ricchezza, né illustri antenati influenzarono il giudizio di Marco, ma solo il merito personale. Egli concesse cariche a persone che riconosceva come illustri eruditi e filosofi, senza guardare alla loro condizione di nascita. L'assetto amministrativo introdotto da Augusto quasi centocinquanta anni prima, che fino a quel momento aveva preservato l'Impero anche quando si erano succeduti imperatori dissoluti come Caligola e Nerone oppure in occasione della guerra civile del 69, era imponente e la sua classe dirigente cominciava ad acquisire piena consapevolezza del proprio potere.

##### Lavoro legale e amministrativo
Venne istituita l'anagrafe: ogni cittadino romano aveva l'obbligo di registrare i propri figli entro trenta giorni dalla loro nascita; colpì l'usura, regolarizzò le vendite pubbliche e distrusse tutti i libelli diffamatori che circolavano su molte persone. Vennero proibiti i processi pubblici prima di aver raccolto prove certe, garantita ai senatori l'antica immunità dalle condanne capitali, a meno che ci fossero prove certe e una condanna ufficiale.
I due fratelli vietarono la tortura per i cittadini eminenti, prima e dopo la condanna, poi per tutti i cittadini liberi, come era stato in epoca repubblicana. Restò valida per gli schiavi, ma solo se non si trovavano altre prove, ma venne proibito di vendere uno schiavo per i combattimenti contro le belve. Marco e Lucio stabilirono la non punibilità di un figlio che avesse ucciso un genitore in un momento di follia, e per estensione, un primo concetto di infermità mentale. La moneta venne poi rivalutata. Tuttavia, due anni dopo la rivalutazione, ritornò ai valori precedenti a causa della grave crisi militare delle guerre marcomanniche che affrontava l'impero.

#### La guerra contro i Parti

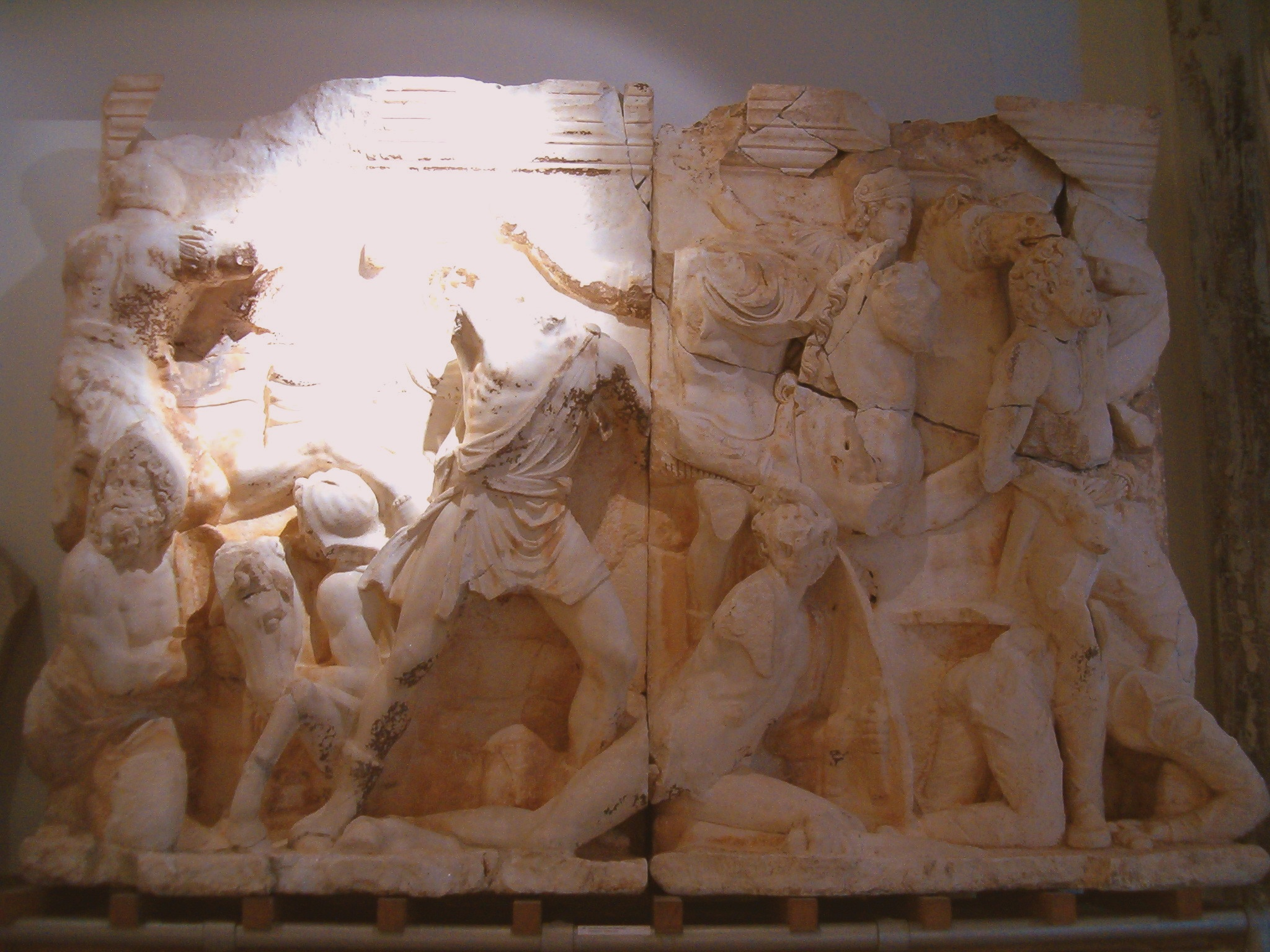
Scena di guerra tra Romani e Parti, sul Monumento dei Parti a Efeso, celebrativo delle vittorie di Lucio Vero e Marco Aurelio contro Vologese IV

Tra il 162 e il 166 Vero fu in Oriente al comando di una campagna militare contro i Parti. Il governatore della Cappadocia, Marco Sedazio Severiano, convinto che avrebbe potuto sconfiggere i Parti facilmente, condusse una delle sue legioni in Armenia, ma a Elegeia fu sconfitto e preferì suicidarsi, mentre l'intera legione veniva completamente distrutta. Mentre tutto ciò accadeva in Oriente, nuove minacce si profilavano lungo le frontiere settentrionali della Britannia e del limes germanico-retico, dove i Catti dei monti del Taunus erano penetrati nei territori degli agri decumates. Sembra che Marco non fosse pronto ad affrontare simili situazioni. Il biografo ricorda, infatti, che Marco non aveva potuto maturare un'adeguata esperienza militare, poiché aveva trascorso l'intero periodo del regno di Antonino Pio in Italia e non nelle province, al contrario di quanto avevano invece fatto molti dei suoi predecessori, come Traiano o Adriano.
Poco dopo giunsero altre cattive notizie: l'esercito del governatore provinciale di Siria era stato anch'esso sconfitto dai Parti e si ritirava in disordine. Era ora più che mai necessario intervenire con grande rapidità, anche nella scelta dei migliori ufficiali da inviare lungo quell'importante settore strategico. Marco decise di porre a capo della spedizione (expeditio parthica) Lucio, perché come suggerisce Cassio Dione Cocceiano «era robusto e più giovane del fratello Marco, più adatto all'attività militare». Il biografo della Historia Augusta suggerisce che Marco volesse spronare Lucio a privarsi della vita dissoluta che conduceva e a capire i suoi doveri. In ogni caso, il Senato diede il suo assenso, e, nell'estate del 162, Lucio partì, lasciando Marco Aurelio a Roma, perché la città «ha chiesto la presenza di un imperatore». Era però necessario dargli un adeguato staff militare (comitatus), ampio e ricco di esperienza, a partire da uno dei due prefetti del pretorio, e il prescelto fu Tito Furio Vittorino. I rinforzi vennero inviati da numerose province imperiali fino alla frontiera partica.
Intanto Lucio, partito dall'Italia e giunto dopo un lungo viaggio in Siria, fece di Antiochia il suo "quartier generale", trascorrendo gli inverni a Laodicea e le estati a Daphne.

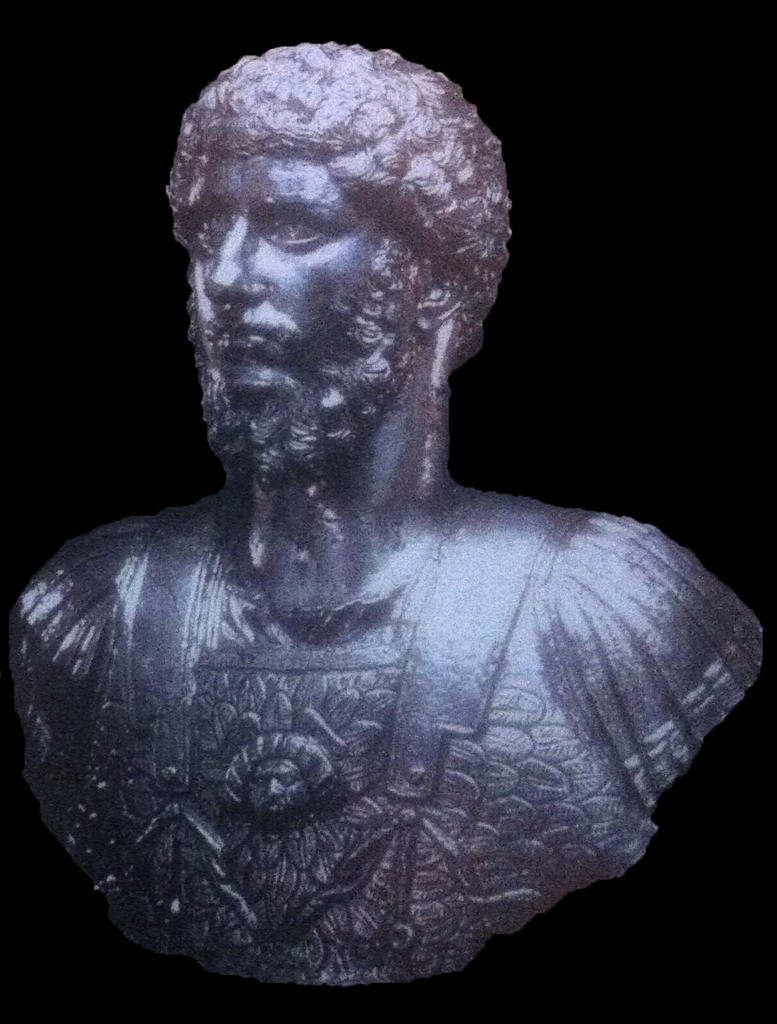
Busto dell'imperatore. Tesoro di Marengo (Torino, Museo di Antichità)

Durante la guerra, nel periodo autunnale/invernale del 163 o del 164, Lucio andò a Efeso per sposarsi con Lucilla, secondo quanto stabilito da Marco, nonostante circolassero voci sulle sue amanti, in particolare riguardo a una certa Panthea, donna di umili origini. Lucilla aveva circa quindici anni e venne accompagnata da Faustina, insieme a uno zio di Lucio, Marco Vettuleno Civica Barbaro, nominato per l'occasione comes Augusti. Marco che avrebbe voluto accompagnare la figlia fino a Smirne, in realtà non andò oltre Brindisi. Una volta tornato a Roma, inviò particolari istruzioni ai governatori provinciali affinché non preparassero alcun ricevimento ufficiale.
La capitale armena Artaxata, venne presa nel 163 e alla fine di quello stesso anno, Lucio assunse il titolo di Armeniacus, pur non avendo mai partecipato direttamente alle operazioni militari, mentre Marco si rifiutò di accettare il titolo vittorioso fino all'anno successivo. Al contrario, quando Lucio venne salutato imperator, anche Marco accettò la sua seconda salutatio imperatoria.
Nel 164 le armate romane si attestarono stabilmente in Armenia e l'ex console romano di origine emesana, Gaio Giulio Soemo, deposto da Vologese, venne incoronato nuovamente re tributario d'Armenia, con l'assenso di Marco.
Il 165 vide le vittoriose armate romane entrare in Mesopotamia, dove posero sul trono il re vassallo Manno, appena deposto. Avidio Cassio, avanzando verso il basso corso dell'Eufrate, raggiunse le metropoli gemelle della Mesopotamia di Seleucia, sulla riva destra del Tigri, e Ctesifonte su quella sinistra. Entrambe le città vennero occupate e date alle fiamme. Cassio, nonostante la carenza di rifornimenti e i primi effetti della peste contratta a Seleucia, riuscì a riportare indietro e in buon ordine la sua armata vittoriosa. Lucio venne così acclamato Parthicus Maximus, mentre insieme a Marco venne salutato nuovamente imperator, ottenendo la sua seconda acclamazione imperiale. Nel 166 ancora Avidio Cassio diede prova della forza di Roma, invadendo il paese dei Medi al di là del Tigri, permettendo a Lucio di fregiarsi del titolo vittorioso di Medicus, mentre Marco otteneva la IV salutatio imperatoria e il titolo il Parthicus Maximus. Sulla carta di Claudio Tolomeo non solo la Mesopotamia, ma anche Babilonia e Arabia deserta, apparvero come territori appartenenti all'Impero romano.

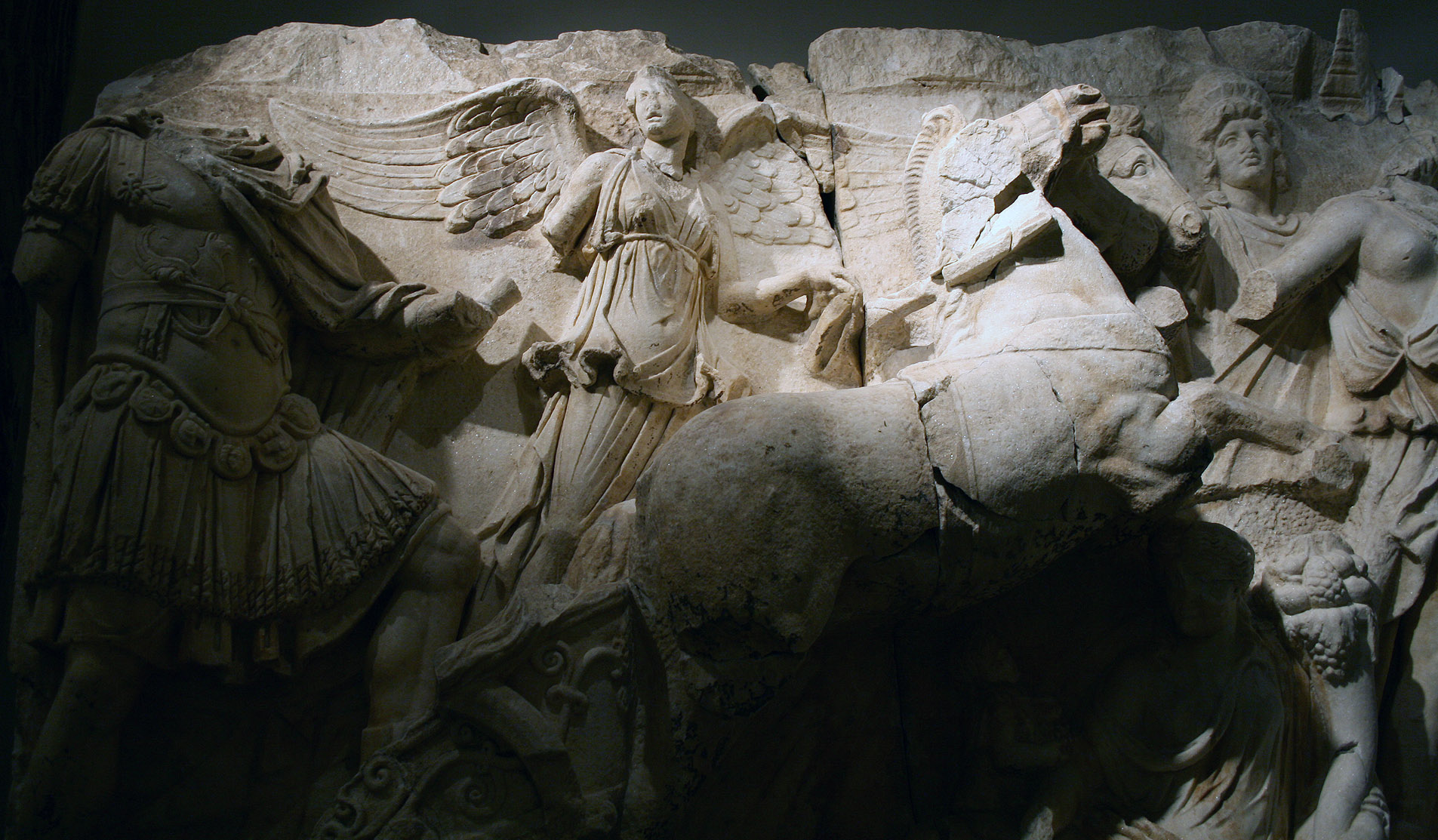
Apoteosi di Lucio Vero dal monumento a lui dedicato a Efeso (oggi presso il Museo di Efeso a Vienna)

I Parti si ritirarono nei loro territori, a oriente della Mesopotamia. Marco sapeva di dover ascrivere il maggior merito della vittoria finale allo staff militare del fratello Lucio. Tra i comandanti romani spiccava per capacità Gaio Avidio Cassio, legatus legionis della III Gallica, una delle legioni siriane.
Al ritorno dalla campagna, Lucio venne premiato con un trionfo (12 ottobre del 166). La parata risultò insolita perché comprendeva i due imperatori, i loro figli e le figlie nubili come una grande festa di famiglia. Marco elevò i due figli, Commodo di cinque anni e Marco Annio Vero di tre (mentre il gemello di Commodo, Fulvio Antonino, era morto l'anno precedente), al rango di Cesari per l'occasione.
La spedizione non fu propriamente un successo, ma Vero si dimostrò un eccellente comandante, senza paura di delegare incarichi strettamente militari a generali più competenti di lui. Contemporaneamente, non sembra che Vero abbia fatto una vita di sacrificio durante tale campagna. Era sempre circondato da attori e musicisti, e usufruiva di copiosi banchetti e altri piaceri della vita. Apparentemente tale possibilità era allargata anche alla truppa, il cui morale era alto. Questo atteggiamento non ridusse la ragionevolezza delle sue azioni: Vero rimase un comandante competente e svolse bene i suoi compiti.
L'esercito portò con sé una terribile pestilenza, in seguito conosciuta come la "peste antonina" o "peste di Galeno", che si diffuse a partire dalla fine del 165 per quasi un ventennio, mietendo milioni di vittime e riducendo drasticamente la popolazione dell'Impero romano. La malattia, una pandemia che oggi si ritiene potesse invece essere vaiolo o morbillo, avrebbe finito per reclamare la vita dei due imperatori stessi, qualche anno dopo. La malattia scoppiò di nuovo, nove anni più tardi, secondo Dione, e causò fino a 2 000 morti al giorno a Roma, infettando fino a un quarto dell'intera popolazione. I decessi totali sono stati stimati a cinque milioni.
I successivi due anni Vero li trascorse a Roma, continuando a condurre un lussuoso stile di vita e trattenendo presso di sé uno stuolo di attori e favoriti. Aveva fatto costruire una taverna nella sua casa in cui celebrava feste fino all'alba con gli amici. Gli piaceva anche aggirarsi per le strade in incognito in mezzo alla gente. I giochi del circo furono un'altra passione della sua vita, specialmente le corse dei carri. Marco Aurelio disapprovava la sua condotta ma, finché Vero continuava a eseguire con efficienza i suoi incarichi ufficiali, lo lasciava fare.

#### La grande crisi germano-sarmatica (166/7-169) e la morte di Lucio Vero (169)
La guerra contro i Parti si era rivelata vittoriosa: Lucio aveva sconfitto il nemico ed era rimasto fedele all'idea di diarchia impostagli dal fratello Marco. La morte giunse per lui poco dopo la fine delle ostilità, agli inizi del 169, secondo alcune fonti a seguito di un ictus a non molta distanza da Aquileia, nei pressi di Altino. Autori moderni sostengono che il decesso fu forse causato dalla stessa peste mentre era impegnato in nuove manovre militari lungo il fronte settentrionale.
A dispetto delle differenze fra loro, Marco Aurelio sentì molto la perdita del fratello adottivo. Ne portò il corpo a Roma e offrì giochi in sua memoria. Dopo le esequie il Senato lo divinizzò dandogli l'appellativo di Divus Verus.